# Strachotice
Strachotice (en allemand : Rausenbruck) est une commune du district de Znojmo, dans la région de Moravie-du-Sud, en République tchèque. Sa population s'élevait à 1 043 habitants en 2020.

## Géographie
Strachotice se trouve à 11 km au sud-est de Znojmo, à 55 km au sud-ouest de Brno et à 190 km au sud-est de Prague.
La commune est limitée par Znojmo, Tasovice et Krhovice au nord, par Valtrovice et Slup à l'est, par l'Autriche au sud, et par Vrbovec à l'ouest.

## Histoire
La première mention écrite de la localité date de 1190.